# بیلقان (شهر)
بیلَقان (به لاتین: Beyləqan) شهری در شهرستان بیلقان کشور جمهوری آذربایجان است. جمعیت این شهر بر اساس سرشماری سال ۱۹۸۹ میلادی، ۱۲٬۲۶۳ نفر و بر اساس سرشماری سال ۲۰۰۸ میلادی، ۱۴٬۴۰۰ بوده‌است.
این شهر مرکز اداری شهرستان بیلقان است و در دوران اتحاد جماهیر شوروی، به افتخار سیاستمدار طرفدار ایده‌های استالین، آندری ژدانف نام آن به ژدانف (به روسی: Жданов) تغییر یافت. این نام در سال ۱۹۹۱ میلادی و پس از فروپاشی شوروی کنار رفت.  بیلقان یکی از قدیمی‌ترین شهرهای جمهوری آذربایجان است که در میان رودخانه‌های کورا و ارس و در دشت میل جای گرفته است.

## پیشینه
در اوایل سدهٔ ششم میلادی قوم سابیر به این مناطق حمله کردند و قباد ساسانی برای پیشگیری از تاخت‌وتاز آنها یک رشته اقدامات دفاعی انجام داد که از آن جمله مستحکم کردن شهرهای ایرانی بیلقان و پرتو (بردع) بود.